# 薩姆森噴泉

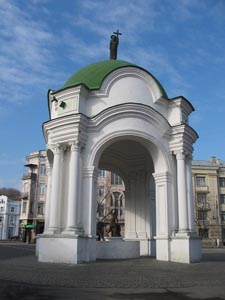
薩姆森噴泉

50°27′51″N 30°31′1″E / 50.46417°N 30.51694°E
薩姆森噴泉（烏克蘭語：Фонтан Самсон, Феліціял）是烏克蘭首都基輔的一座噴泉，為烏克蘭巴洛克式外觀。噴泉修建於18世紀，在1934年至1935年期間被毀，又在1981年重建。

## 外部連結
- .   [2017-12-02]. （原始内容存档于2013-07-12） （乌克兰语）. in Wiki-Encyclopedia Kiev （页面存档备份，存于）